# Lars Olsen
Lars Christian Olsen, född 2 februari 1961, är en dansk före detta fotbollsspelare, numera landslagstränare för Färöarna. 
Han var kapten och försvarsgeneral för Brøndby IF med vilka han vann sju danska mästerskap mellan 1985 och 1997, samt för det danska landslaget som vann Europamästerskapet i fotboll 1992.
Efter spelarkarriären har han varit tränare för bland andra Randers FC och Odense Boldklub. Han utsågs till årets spelare i Danmark år 1988 samt till årets tränare i Danmark 2006.

## Meriter

### Spelare

#### Brøndby IF
- Danska Division 1 / Superligaen (6): 1985, 1987, 1988, 1990, 1991, 1995–96
- Danska cupen (1): 1988–89

#### Trabzonspor
- Turkiska Cupen (1): 1991–92

#### Landslag
- Europamästerskapet (1): 1992

### Tränare

#### Randers
- Danska cupen (1): 2005–06

#### Individuella
- Årets fotbollsspelare i Danmark (1): 1988